# Līgatne
Līgatne (wymowaⓘ) (niem. Ligat) – miasto na Łotwie w novadsie Kieś, leżące nad rzeką Gauja. Posiada prawa miejskie od 1993 roku. W latach 2009–2021 siedziba novadsu Līgatne.